# Dolby AC-4
Dolby AC-4 je zvukový formát v rámci skupiny Dolby Audio, který byl vytvořen pro potřeby zvukových a video služeb nové generace, jako jsou streamování a vysílání. Formát Dolby AC-4 byl schválen skupinou Digital Video Broadcast (DVB) a standardizován Evropským institutem pro telekomunikační normy (ETSI).

## Vlastnosti a benefity
Dolby AC-4 lze považovat za součást kompletního a komplexního řešení. Formát je navržen pro spolupráci s ostatními technologiemi od společnosti Dolby - včetně výroby obsahu, jeho distribuce a sdílení, a rovněž pro dodání spotřebitelům. 
Formát Dolby AC-4 zásadně transformuje uspořádání zvukové architektury tím, že rozšiřuje její možnosti a zároveň zjednodušuje jeho implementaci. Nabízí různé způsoby přenosu zvukového obsahu, včetně klasického vysílání, mobilních sítí, hybridního vysílání a širokopásmového připojení. Tento formát poskytuje spotřebitelům vysokou kvalitu zvuku, ale s menší šířkou pásma než ostatní zvukové formáty. 
Dolby AC-4 umožňuje přenos jak kanálových, tak objektových programů. Je plně kompatibilní s moderními aplikacemi nové generace a snadno se implementuje v jakémkoliv prostředí - od vysílacích vozů až po domácnosti. 
Technologie daného formátu umožňuje zvuku se volně pohybovat v trojrozměrném prostoru kolem posluchačů. Mezi možnosti a výhody Dolby AC-4 oproti starším formátům patří výrazně lepší účinnost komprese (až o 50 % v porovnání se standardními vysílacími technologiemi). Formát podporuje zlepšení dialogů, chytrou kontrolu hlasitosti a pokročilé řízení dynamického rozsahu a poskytuje nejefektivnější podporu pro vícejazyčnost.  V nové éře 4K UHD je Dolby AC-4 velmi výhodný, protože umožňuje poskytovatelům obsahu udržet vysokou kvalitu zvuku i při přenosu vysokokvalitního obrazového signálu.
S Dolby AC-4 se již počítá při návrhu čipů (SoC), na kterých Dolby spolupracuje s řadou odborných partnerů a výrobců spotřební elektroniky. Formát Dolby AC-4 již byl použit společností Envivio k přenosu finále Ligy mistrů UEFA 2015 a tenisového turnaje French Open 2015. Společnost Dolby již také uzavřela partnerství se společnostmi VIZIO, Sony Visual Products a TP Vision, aby začlenila Dolby AC-4 do televizorů nové generace.

## Rozdíl mezi Dolby Atmos a Dolby AC-4
Dolby Atmos je marketingový název pro technologii poskytující prostorový zvuk se zvukovými objekty. AC-4 je kompresní formát, který dokáže zkomprimovat a uložit nejen Dolby Atmos, ale i předchozí verze Dolby využívající rozdělení prostorového zvuku na jednotlivé kanály.